# いて座ラムダ星

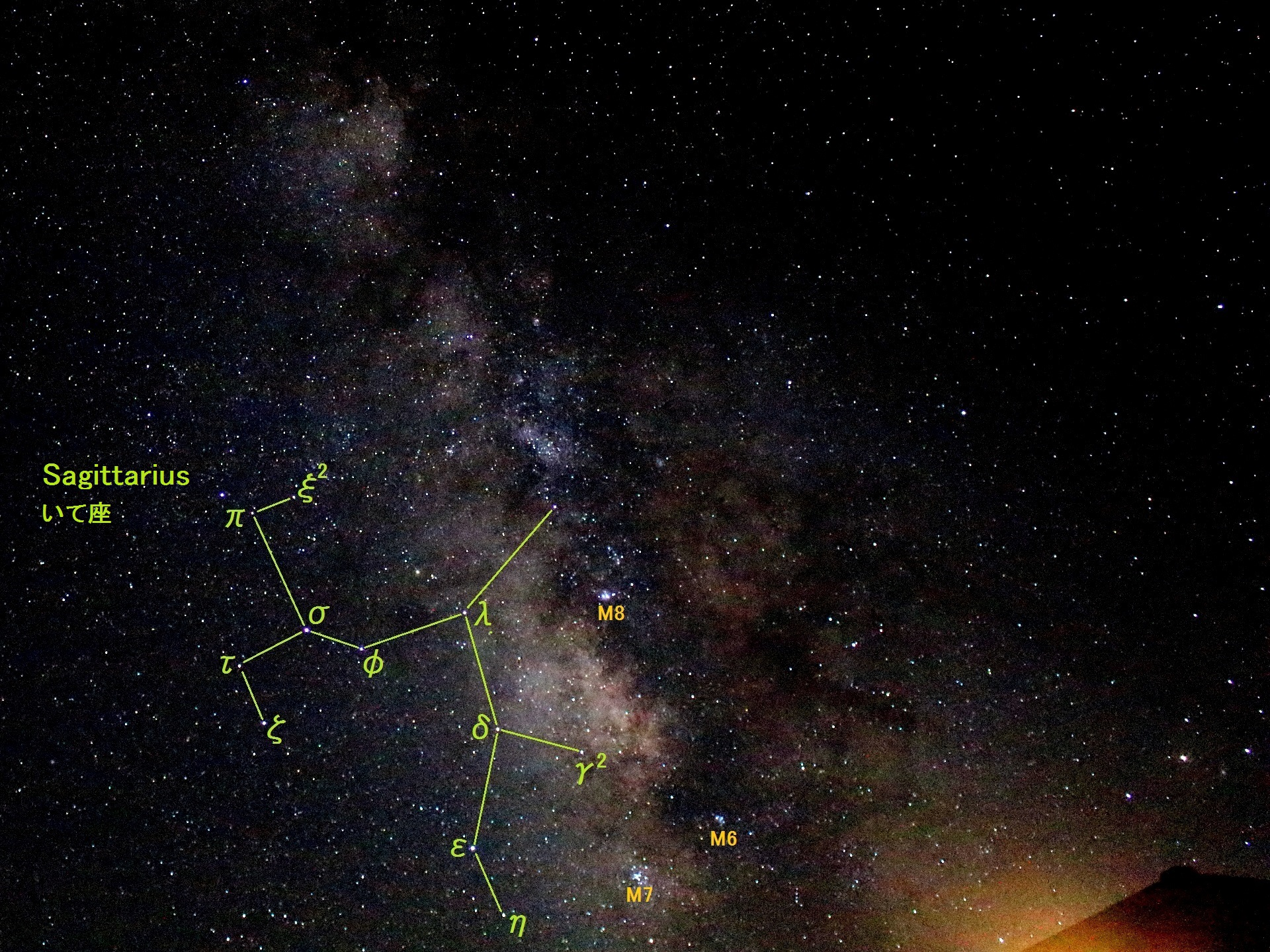
天の川といて座

いて座λ星は、いて座の恒星で3等星。

## 概要
いわゆるレッドクランプに分類される準巨星で、中心核ではヘリウムから酸素や炭素の核融合が進んでいる。
この星のすぐ西側に冬至点がある。

## 名称
学名はλ Sagittarii（略称はλ Sgr）。固有名カウス・ボレアリス (Kaus Borealis) は、アラビア語で「弓」という意味の al-qaus と、ラテン語で「北」を表す borealis を組み合わせた言葉である。いて座のδ星、ε星、λ星の3つの恒星には射手の弓を意味する Kaus が付けられている。al-qaus は元々いて座ξ2星、ο星、π星、d星、ρ星によるアステリズムに付けられていた名前であった。2016年7月20日に国際天文学連合の恒星の命名に関するワーキンググループ (Working Group on Star Names, WGSN) は、Kaus Borealis をいて座λ星の固有名として正式に承認した。